# 傑伊瑟爾梅爾縣

傑伊爾梅爾縣（Jaisalmer）是印度的一個縣，位於該國西北部，由拉賈斯坦邦負責管轄，面積38,401平方公里，識字率為58.04%，2011年人口672,008人，人口密度每平方公里17人。
26°54′48″N 70°54′50″E / 26.91333°N 70.91389°E